# Louis-Séverin Haller
Louis-Séverin Haller (La Tour-de-Peilz, 11 febbraio 1895 – Orselina, 17 luglio 1987) è stato un abate e vescovo cattolico svizzero.

## Biografia
Louis-Séverin Haller nacque a La Tour-de-Peilz l'11 febbraio 1895.
Svolse gli studi presso il Lycée-collège de l'Abbaye de Saint-Maurice e al termine entrò nei Canonici regolari della Congregazione svizzera di San Maurizio di Agauno nel 1913.
Emise i voti semplici il 28 agosto 1914 e la professione solenne il 28 agosto 1917. Studiò poi teologia a Roma presso la Pontificia Università Gregoriana. Fu ordinato presbitero il 25 febbraio 1920.
Dopo l'ordinazione sacerdotale fu nominato vicario a Salvan e successivamente professore per il Collegio-seminario minore di Santa Maria a Pollegio. Nel 1927 fu nominato direttore dell'école de commerce a Sierre e infine nel 1932 fu nominato segretario del capitolo, maestro dei novizi e procuratore a Saint-Maurice.
Il 14 giugno 1943 fu selezionato come possibile abate di San Maurizio d'Agauno. Papa Pio XII confermò la scelta nominandolo ufficialmente il 26 giugno successivo e assegnandogli contestualmente la sede titolare di Betlemme. Ricevette l'ordinazione episcopale il 10 agosto seguente per imposizione delle mani dell'arcivescovo Filippo Bernardini.
Scelse come proprio motto episcopale Deus est primus cui praestatur servitium, ispirandosi ad una frase pronunciata da santa Giovanna d'Arco.
Il 4 maggio 1959 papa Giovanni XXIII con la lettera apostolica Caritatis Unitas istituì la confederazione dei Canonici regolari di Sant'Agostino confederati di cui l'abate di San Maurizio divenne il primo primate dal 1959 al 1968.
Fu padre conciliare durante il Concilio Vaticano II, partecipando a tutte le quattro sessioni.
Governò l'abbazia per 27 anni, ritirandosi per raggiunti limiti d'età il 23 luglio 1970.
Morì a Orselina il 17 luglio 1987 all'età di 92 anni.

## Genealogia episcopale
La genealogia episcopale è:
- Cardinale Scipione Rebiba
- Cardinale Giulio Antonio Santori
- Cardinale Girolamo Bernerio, O.P.
- Arcivescovo Galeazzo Sanvitale
- Cardinale Ludovico Ludovisi
- Cardinale Luigi Caetani
- Cardinale Ulderico Carpegna
- Cardinale Paluzzo Paluzzi Altieri degli Albertoni
- Papa Benedetto XIII
- Papa Benedetto XIV
- Papa Clemente XIII
- Cardinale Marcantonio Colonna
- Cardinale Giacinto Sigismondo Gerdil, B.
- Cardinale Giulio Maria della Somaglia
- Cardinale Carlo Odescalchi, S.I.
- Cardinale Costantino Patrizi Naro
- Cardinale Serafino Vannutelli
- Cardinale Domenico Serafini, Cong.Subl. O.S.B.
- Cardinale Pietro Fumasoni Biondi
- Arcivescovo Filippo Bernardini
- Vescovo Louis-Séverin Haller, C.R.A.